# درتشة عابد
درتشة عابد (بالفارسية: درچه عابد) هي قرية تقع في البلدة المركزية في إيران. يقدر عدد سكانها بـ 976 نسمة .